# Oxydia fulvicolor
Oxydia fulvicolor là một loài bướm đêm trong họ Geometridae.